# George S. Kaufman
George Simon Kaufman (Pittsburgh, 16 de novembro de 1889 — Nova Iorque, 2 de junho de 1961) foi um dramaturgo norte-americano, encenador, produtor, humorista e crítico de teatro.

## Biografia
George S. Kaufman é o autor de muitas peças, muitas vezes em colaboração com outros (Marc Connelly, Moss Hart ou Edna Ferber em particular), frequentemente interpretado na Broadway, o primeiro em 1918.